# Waśniów (gmina)
Waśniów est une gmina rurale du powiat de Ostrowiec, Sainte-Croix, dans le centre-sud de la Pologne. Son siège est le village de Waśniów, qui se situe environ 14 km à l'ouest d’Ostrowiec Świętokrzyski et 43 km à l'est de la capitale régionale Kielce.
La gmina couvre une superficie de 111,29 km2 pour une population de 7 056 habitants (2017).

## Géographie
La gmina inclut les villages de Boksyce, Boleszyn, Czajęcice, Czażów, Dobruchna, Garbacz, Grzegorzowice, Janowice, Jeżów, Kotarszyn, Kraszków, Milejowice, Mirogonowice, Momina, Nagorzyce, Nosów, Nowy Skoszyn, Pękosławice, Piotrów, Prusinowice, Roztylice, Sarnia Zwola, Sławęcice, Śnieżkowice, Strupice, Stryczowice, Wałsnów, Waśniów, Witosławice, Wojciechowice, Worowice, Wronów et Zajączkowice.
La gmina borde les gminy de Baćkowice, Bodzechów, Kunów, Łagów, Nowa Słupia, Pawłów et Sadowie.